# La canzone di Shannara
La canzone di Shannara (titolo originale inglese The Wishsong of Shannara) è un romanzo del 1985 dello scrittore statunitense Terry Brooks. Il libro completa la prima trilogia originale di Shannara, continuando la narrazione del precedente Le pietre magiche di Shannara. I protagonisti sono Brin Ohmsford e Jair Ohmsford, i due figli di Wil Ohmsford ed Eretria, depositari della magia elfica che, nel loro caso, si presenta sotto forma di canzone magica. Il potere di Jair gli consente di creare illusioni, mentre sua sorella maggiore è in grado di modificare la realtà stessa.

## Trama
(Terry Brooks, La Canzone di Shannara)

### Antefatti
Durante l'epoca di Faerie i Demoni crearono l'Ildatch, un libro intriso della loro essenza malvagia e depositario di tutte le principali forme di magia nera. Quando i Druidi raccolsero tutta la conoscenza rimasta nel periodo successivo alle Grandi Guerre, l'Ildatch venne alla luce dopo innumerevoli millenni. Rimase inoffensivo fino a che il Druido Brona lo trovò nelle sale di Paranor e cominciò a leggerne i segreti. Brona fu sovvertito dallo stesso potere che cercava di controllare e fu così che nacque il Signore degli Inganni. Dopo la sconfitta di quest'ultimo, Allanon pensò erroneamente che il libro oscuro fosse andato distrutto durante la caduta del Regno del Teschio. Tuttavia, alcuni servitori umani di Brona recuperarono il libro e lo portarono all'Est, nella palude di Maelmord, dove cominciarono a leggerlo, venendone a loro volta posseduti, diventando Mortombre. 

### Riassunto
Approfittando della partenza del guaritore Wil Ohmsford e di sua moglie Eretria verso i villaggi del sud, Allanon torna nelle Quattro Terre e si presenta a Brin Ohmsford per coinvolgerla nella sua nuova missione di distruzione dell'Ildatch. Le Mortombre, dalla loro fortezza di Graymark nelle Terre dell'Est, hanno soggiogato gli Gnomi, obbligandoli a marciare contro i Nani. Inoltre, si sono impossessati delle Sorgenti del Fiume Argento, avvelenando le sue acque e mettendo in pericolo la salute di tutte le Quattro Terre. La canzone magica di Brin è ritenuta da Allanon l'unico modo per penetrare nel Maelmord e distruggere l'Ildatch. Insieme a Brin ed Allanon parte Rone Leah, bisnipote di Menion Leah e portatore della Spada di Leah, che si elegge a protettore di Brin.
Il giovane fratello minore Jair Ohmsford viene lasciato a casa, nonostante le sue suppliche. Inaspettatamente, una sera, Jair nota davanti a casa una pattuglia di Gnomi guidata dal battitore Slanter e da una Mortombra. Jair riesce a penetrare in casa e a recuperare le Pietre Magiche dal nascondiglio segreto in cui suo padre Wil le aveva nascoste, fuggendo poi verso Nord nel tentativo di raggiungere Leah. Tuttavia Slanter riesce a catturarlo e decide di consegnarlo al resto della pattuglia. Quest'ultima incappa in Garet Jax e viene sterminata. Garet Jax decide allora di portare con sé Slanter e Jair a Culhaven, capitale dei Nani. Nella notte Jair sogna il Re del Fiume Argento, il quale gli affida una duplice missione: da un lato gli consegna un sacchetto di polvere in grado di risanare le acque del Fiume Argento; dall'altro, riuscendo a completare la missione prima che Brin penetri nel Maelmord, gli affida il potere di usare per una sola volta la Canzone per creare realtà e non illusione, salvando così la vita di Brin altrimenti destinata a fallire irrimediabilmente. Giunti a Culhaven, Jair compare di fronte al Consiglio dei Nani e, grazie al potere della Canzone, che gli permette di illustrare le visioni trasmessegli dal Re del Fiume Argento, ottiene il permesso di partire verso la Sorgente del Cielo accompagnato da cinque volontari: Slanter, Garet Jax, il principe ereditario degli Elfi Edain Elessedil, figlio di Ander, il gigantesco combattente della Frontiera Helt ed il nano Elb Foraker. 

#### Percorso di Brin, Rone e Allanon
I tre si recano al Perno dell'Ade dove Allanon interroga il padre Bremen sull'esito della missione. Bremen gli ordina innanzitutto di sigillare la fortezza druida di Paranor, ormai occupata dagli Gnomi e dalle Mortombre, e poi gli rivela che l'era è finita, il che comporta che anche la sua vita sta per terminare. Allanon ordina a Rone di immergere nel Perno dell'Ade la spada di Leah, donandole il potere di respingere il malefico potere delle Mortombre e poter così proteggere Brin. Da Paranor il gruppo punta direttamente verso Est passando per Storlock; ma sul Chard Rush si imbatte in una Jacyra, una belva velenosa liberata dalle Mortombre e posta a guardia del passo. Nello scontro Rone viene ferito e smarrisce la spada di Leah ed Allanon trova la morte pur riuscendo ad uccidere il mostro. A questo punto il Druido si inabissa nelle acque di Chard Rush non prima di aver investito Brin della missione di guardiana delle Quattro Terre. Brin trascina Rone fino all'Emporio Rooker Line, dove usa la canzone prima per mettere in fuga dei briganti ubriachi che volevano approfittare di lei e poi per guarire Rone dal veleno della Jacyra: in questo la Canzone si mostra capace di salvare e distruggere allo stesso modo. Il padrone della locanda le suggerisce di cercare Cogline, l'unico che potrebbe condurla fino a Maelmord attraverso Terrabuia. Brin e Rone fanno così conoscenza del vecchio bislacco, del suo gigantesco Gatto delle Paludi Baffo e di Kimber Boh, fanciulla coetanea di Brin che si occupa del vecchio. La compagnia si reca al Lago dello Spettro per interrogare lo Spirito sul sentiero più al sicuro dalle Mortombre. Qui Brin riesce ad estorcere l'informazione con l'inganno della Canzone e, per vendicarsi, lo Spirito le mostra Jair imprigionato a Dun Fee Aran. Da lì proseguono poi attraverso Terrabuia, recuperando la Spada di Leah agli Gnomi Ragno e giungendo da Nord a Graymark e nel Maelmord. Brin, sfruttando la Canzone, si separa dagli altri conscia di dover affrontare l'Ildatch da sola e accetta solo Baffo come compagno di strada e retroguardia. Penetrata nel Maelmord, si ammanta della canzone per farsi accettare dalla malvagità che regna nella malevola foresta e si impossessa dell'Ildatch. L'Ildatch si rivela un essere senziente che brama il potere di Brin a completamento del suo; nel contatto tra Brin e l'Ildatch, questo riesce a possedere l'anima di Brin e a spingerla sull'orlo della follia.

#### Percorso del gruppo di Jair
Partito da Culhaven, il gruppo punta verso la fortezza nana di Capaal per raggiungere Graymark da Sud. A Capaal ci sono le chiuse sul Fiume Argento, che frenano il propagarsi del veleno verso la Valle. I sei trovano Capaal assediata dagli Gnomi; fingendosi Mortombre riescono ad avvisare i difensori della loro presenza e ad entrare nella fortezza. Gli Gnomi riescono a conquistare la Fortezza grazie all'intervento delle Mortombre e di belve da loro evocate. La compagnia si disperde a causa della battaglia, ma tutti riescono ad abbandonare Capaal attraverso i sotterranei. Jair viene catturato nella fuga da Stige, un Mwelleret (mutante a forma di lucertola) che, bramando la sua magia, decide di condurlo alla prigione di Dun Fee Aran, fortezza su cui il suo popolo regnava fino all'arrivo delle Mortombre con l'Ildatch. Slanter, Helt, Elb, Edain e Garet Jax liberano Jair e marciano a tappe forzate verso Graymark, dove penetrano tutti insieme giurando di proteggere con la vita il cammino di Jair fino alla Sorgente del Cielo.
Helt viene avvelenato da un pipistrello e decide di sacrificarsi proteggendo il gabbiotto che custodisce il meccanismo del ponte verso la Sorgente del Cielo. Elb e Edain, gravemente feriti, trovano la morte proteggendo la fuga di Slanter, Garet e Jair dalle mura esterne di Graymark. Garet incontra una seconda Jacyra e si ferma ad affrontarla riconoscendovi la visione di un suo sogno premonitore fatto in precedenza. Slanter scorta Jair fino alle sorgenti del Fiume Argento che vengono così risanate. Jair getta il medaglione ricevuto dal Re del Fiume Argento nella fonte e viene trasportato nel Maelmord dove trova Brin, ormai posseduta dall'Ildatch. Ricorre più volte alla canzone per suscitare illusioni per richiamare Brin alla ragione; resosi conto della vanità dei suoi tentativi, si ricorda della promessa del Re del Fiume Argento di poter, per una volta soltanto, usare la Canzone per creare la realtà e fa sentire in un abbraccio a Brin tutto il suo amore per lei.

#### Conclusione
Brin viene così strappata al potere dell'Ildatch e distrugge definitivamente il libro oscuro e tutte le Mortombre che nel frattempo stavano impegnando Rone, Cogline, Baffo e Kimber in una furiosa battaglia lungo il Croagh. Brin e Rone si congedano dai loro tre amici e Jair da Slanter. I tre tornano a Chard Rush dove Brin ha l'ultimo colloquio con lo spirito di Allanon che le rivela che non avrà più bisogno di usare la magia, che però continuerà a tramandarsi nella famiglia Ohmsford fino a quando sarà di nuovo necessaria.

## Personaggi
- Brin Ohmsford
- Jair Ohmsford
- Rone Leah
- Allanon
- Slanter
- Garet Jax
- Cogline
- Kimber Boh
- Baffo

- Browork
- Edain Elessedil
- Elb Foraker
- Helt
- Stige
- Spilk
- Mortombre

## Edizioni
- Terry Brooks, La Canzone di Shannara, traduzione di Silvia Stefani, collana Oscar Mondadori, Arnoldo Mondadori Editore, 1999,  p. 478, ISBN 88-04-38404-2.